# Modificación genética en embriones

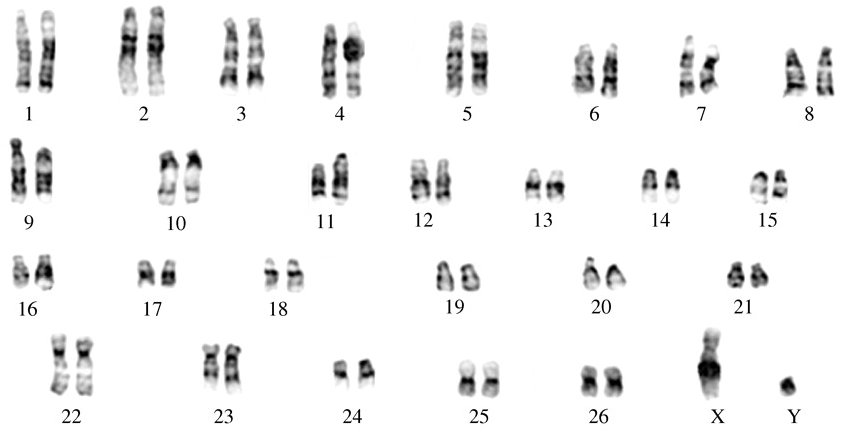
Cariotipo del genoma humano

La modificación genética en embriones es un método de manipulación en donde se ocupan diversas tecnologías para perturbar la composición de los genes en un embrión (ya sea de un humano o algún otro ser vivo), produciendo un cambio dentro de las células involucradas.

## Técnicas de manipulación de genes

### Técnica CRISPR
Técnica descubierta por la científica Jennifer Doudna en las instalaciones de la Universidad de California con la ayuda de la investigación realizada por el científico Francisco Mojica en el año 2005 donde determinó como CRISPR el mecanismo por el cual  los microorganismos se defienden de los virus.
Esta técnica es capaz de cortar pedazos del ADN y de esta manera pegarlos otra cadena o simplemente eliminarla , esto sirve para evitar mutaciones o alteraciones en la cadena que puedan desencadenar problemas a futuro o, en otros casos ser insertada en otra cadena, que generaría un reconstrucción para provocar una defensa que permita tratar enfermedades que no tengan cura.
El proceso es llevado a cabo con una molécula de ARN a la que se le “adiciona” una enzima llamada Cas9, cuya mezcla es introducida a una célula donde el ARN sea utilizado como guía para que la senzima realice el llamado corte. Esto es utilizado de forma natural por las bacterias para deshacerse de los virus que atacan al mismo.
Actualmente, el método CRISPR está dando mucho de qué hablar ya que contiene una amplia gama de aplicaciones en las que destacan:
- Múltiples tipos de cáncer
- Ceguera
- Distrofia muscular

Estos casos aún se encuentran en investigación actualmente.

#### Técnica Bloqueo genético
Técnica utilizada por primera vez por Mario R. capechi, Martin Evans y Oliver Smithies los cuales utilizaron la técnica del bloqueo de genes en ratones, de esta manera ganando el premio nobel de medicina en 2007.
La técnica de bloqueo de genes consiste en una técnica utilizada en la zona de los genes la cual busca el cambio de un gen específico para cambiarlo por una versión modificada del mismo gen que pueda contener mejoras o carecer de errores que deriven en mutaciones, este método dentro cuenta con un periodo extenso de tiempo para poder presentar organismos modificados genéticamente a esto se le conoce como recombinación homóloga, este proceso también se puede realizar por transgénesis que consiste en la introducción de secuencias en el gen as cuales derivan en una mutación la cual crea proteínas no funcionales, a comparación del anterior método este es más rápido lo cual radica en una desventaja la cual se manifiesta en que sigue la presencia del gen mutado el cual puede interferir con varias moléculas ocasionando mutaciones aleatorias.

## Riesgos al efectuar la manipulación genética
La edición del genoma humano ha tomado gran relevancia en el últimamente posterior al uso de la técnica CRISPR para modificar embriones de humanos.La manipulación genética en embriones tempranos tiene, como todos los procesos científicos, riesgos, tales como mutaciones aleatorias en el genoma modificado que derivan otras enfermedades y el afectar información genética en futuras células madre de los gametos, con consecuencias principalmente para sus descendientes de estos embriones. Además de que las tecnologías empleadas no ofrecen aún la fiabilidad ni seguridad necesaria para editar o corregir genes de humanos con la precisión que se desea.
Aparte de los riesgos en el embrión al llevarse a cabo la modificación genética, existen otros riesgos para la población como lo es el aumentar la desigualdad social al dar ventajas adicionales a quienes gozan de las mejores oportunidades, por lo que se debe de trabajar en que las tecnologías que se desarrollen sean accesibles para todos y sirvan para igualar las oportunidades.
Hoy en día, es raro no ver noticias sobre la edición genética, por lo que dentro de diez años o más, CRISPR será parte de la vida de muchos en el desarrollo de fármacos y posteriormente la cura de enfermedades hereditarias. Sin embargo, todavía no se cuenta con el control necesario sobre la técnica para emplearla en la población actualmente.

## Controversia internacional
El silencio normativo que aqueja a las instituciones, centros especializados,  médicos, entre otros, al definir el embrión como un individuo de la especie humana o no, genera un efecto controversial pues es peligroso no tener una regulación en operaciones genéticas en embriones al no considerar el estatus moral de la criatura. Como menciona Infante, en este contexto: “La cuestión del estatuto moral del embrión es una cuestión difícil de resolver de manera determinante” (2006). 
Con tales definiciones que pueden varias dependiendo a la regulación de las conductas humanas, bajo diferentes criterios particulares como el de instituciones, centros especiales, médicos, entre otros, genera incertidumbre en la precisión del significado de un embrión. La situación produce preguntas como: ¿Es una persona?, ¿Se debe respetar su dignidad por pertenecer a la especie humana? O ¿puede instrumentalizar tal y como se hace con objetos, o con animales?.
Aspectos como el valor de la dignidad humana, también son temas que desencadenan el debate pues se implica el estatus del valor de la dignidad humana como una característica propia de todo ser perteneciente a la especie humana en tanto que miembro de una comunidad de seres morales.  La conceptualización kantiana dice que los embriones, a pesar de no poseer dignidad, deben de recibir un tratamiento especial y no uno de absoluta manipulación “suntuosa”. 
Como sostiene el filósofo Habermas, esta práctica manipuladora de la vida humana prenatal puede degenerar en una desensibilización  en el trato con la naturaleza humana, peor aún en una eugenesia positiva. En cualquier caso, la fundamentación del cuidado de la vida no remite a la noción de dignidad humana, es decir, protegernos ante una autodestrucción individual y colectiva de la humanidad, que puede repercutir en daños irreparables en nuestra especie.
Las contribuciones de la filosofía Kantiana y Habermas respecto al concepto de dignidad humana, conciben una  mayor importancia hacia los alcances y límites de la manipulación de embriones; este tipo de consideraciones, son las que justifican la prohibición de la manipulación de genes, donde la controversia de investigación imponen consideraciones en los beneficios y riesgos al realizar edición genómica. Se plantea también una segunda controversia que plantea la idea de la perfección humana y de su bienestar; una donde no se reconocer las enfermedades como un proceso natural de la vida, cuestionando en el proceso la selección natural versus el control del ser humano. Se trata de un geocentrismo, un peligro de xenomania, genes y genomas ni se accionan en el vacío, también el ambiente deber ser considerado en la biología humana.
Un caso en particular en el año 2019 suscitó una moratoria internacional en la que participaron un grupo de destacados científicos y geocientistas, sobre la edición del genoma hereditario apoyada por la dirección del Instituto Nacional de Salud (por sus siglas en inglés, NIH). El llamado a la moratoria fue iniciado debido a los informes sobre la investigación poco ética de He Jiankui al intentar editar los genomas de dos niños, se decidió entonces discutir el tratamiento de las cuestiones éticas, sociales y jurídicas. 
El balance sorprendentemente desfavorable de los beneficios sociales de la edición del genoma hereditario frente a las cargas sociales y riesgos, aboga por una prohibición internacional de esta investigación y de sus aplicaciones clínicas; la moratoria entonces conserva el propósito de hacer evaluaciones periódicas que permitan la investigación de técnicas eficientes y seguras para la manipulaciones de genes. La biomédica Carolyn Brokowski encontró que las 61 declaraciones éticas internacionales sobre la edición de genes en la línea germinal, un 54% concluía que no era permisible la edición de genoma hereditario, mientras que un 30% no expresaba claramente su posición respecto al tema. Brokoski señala que: “Desde ese entonces (la Cumbre Internacional sobre Edición Genética Humana de 2015 en edición de genes) … parece haber sido sutil, aunque importante, en la opinión de la edición genómica hereditaria, al mencionar que no es admisible mientras no se determinen los riesgos con exactitud”. El colegio Americano de Genética Médica y Genómica (por sus siglas en inglés, ACMG) declaró en 2017 que “...la edición del genoma en el embrión humano es prematura y debería estar sujeta a un vigoroso debate ético y a un mayor perfeccionamiento de cuestiones tecnológicas”.
Por otra parte, las investigaciones sobre células madre embrionarias (por sus siglas en inglés, ESC), existe un debate en los Estados Unidos acerca de la financiación y ética, puesto que en ciertos estados del país se han prohibido la investigación con embriones y la transferencia nuclear de células somáticas (por sus siglas en inglés, SCNT), debido a problemas con la política administrativa y financiación. En una temática como esta, la presencia de tribunales no juegan un papel tan grande como sucede en casos como el de aborto; esta singulariadad cuestiona el cómo los derechos constitucaionales podrían entrar en juego si el gobierno intentara prohibir la investigación con células madre a mayor escala o incluso detener el uso de terapias-ESC, ya que el Tribunal Supremo nunca ha pronunciado el estatus constitucional de los embriones fuera del cuerpo. 
Pero el Tribunal ha dictaminado, sin ninguna voz discordante, que los fetos no son personas en el sentido de la 14.ª Enmienda, y por tanto no tienen derechos constitucionales como tales. Es  de suponer que la sentencia se extienda también a los embriones. La cuestión que queda abierta, sin embargo, es si el gobierno estatal o federal puede optar por investirse de derechos, por ejemplo, tipificando como delito la creación de embriones para investigación y luego destruirlos. Un planteamiento que definiría la viabilidad del asunto basado en el caso Roe v. Wade and Planned Parenthood v. Casey, indicaría que un estado podría argumentar la restricción del uso de embriones en la investigación, por ejemplo impidiendo su destrucción para la investigación o prohibición de crearlos para la investigación, o incluso prohibiendo la fecundación de más óvulos de los necesarios que se necesitan para un embarazo exitoso, por su interés en mostrar respeto a las primeras etapas de la vida humana.
Por otra parte, las restricciones directas a la investigación con embriones son constitucionales dependerá de si la investigación forma parte de un derecho a la investigación constitucionalmente protegido o si se requiere como parte de un derecho negativo a obtener un tratamiento médico. La validez de derecho a la investigación amparado por la Primera Enmienda, depende de si la restricción está dirigida al contenido de las ideas o el conocimiento que se busca en la investigación y de si se trata de una restricción neutral en cuanto al contenido es basado en los medio utilizado en la investigación para generar conocimiento, es decir, que existirá una restricción si se dirige a los métodos utilizados sin tener en cuenta el tema de investigación o en la generación de contenido.